# Миодраг Яноски
Миодраг Яноски (на македонска литературна норма: Миодраг Јаноски; на сръбски: Миодраг Јаноски или Miodrag Janoski) е виден югославски и сръбски диригент.

## Биография
Роден е във Велес, Вардарска Македония, Кралство Югославия на 11 август 1936 г.
На 16 юни 1966 година завършва Музикалната академия в Белград, със специалности „Цигулка“ в класа на Владимир Маркович, след това „Композиция“ при проф. Енрико Йосиф и „Дирижиране“ при проф. Живоин Живкович на 14 юли 1973 г. Магистърска степен получава в Музикалната академия в Любляна. По време на кариерата си учи и в София при проф. Константин Илиев и в Сиена при проф. Франко Ферара.
От 1 октомври 1966 г. е цигулар в Белградската филхармония, член е и на Белградския камерен ансамбър като цигулар, чембалист и асистент на диригента Антонио Янигро. Дирижира Македонската филхармония, Белградската филхармония, Скопската опера, Зренянинския камерен ансамбъл, Оркестъра на Софийската държавна консерватория, Новосадския камерен оркестър и други. На 1 декември 1974 година става диригент на операта на Сръбския народен театър (СНТ) в Нови Сад, от 11 октомври 1983 година до 18 април 1984 година е временно изпълняващ длъжността директор на Операта на СНТ, а от 19 юни 1990 година до 30 април 1992 година е временно изпълняващ длъжността директор на СНТ. Пенсионира се на 11 август 2001 година.